# جون بيتي (لاعب اتحاد الرغبي)
جون بيتي (بالإنجليزية: John Beattie)‏ هو لاعب اتحاد الرغبي بريطاني، ولد في 27 نوفمبر 1957 في شمال بورنيو.

## وصلات خارجية
- جون بيتي عل موقع إسبنسكروم (الإنجليزية)